# ند شما
ند شما هو حي يقع في إمارة دبي في الإمارات العربية المتحدة جنوب مطار دبي الدولي وكان في الأصل جزءًا من منطقة الراشدية. يبلغ عدد سكان ند شما 3,479 نسمة بمساحة 1.1 كيلومتر مربع بحسب بيانات مركز دبي للإحصاء لعام 2023. يحد ند شما من الجنوب ند الحمر، ومن الشرق أم رمول، ومن الشمال مردف، ومن الغرب الراشدية. يشكل الطريق E 311 (طريق الشيخ محمد بن زايد) المحيط الشرقي للمنطقة، وقد كانت جزءاً من الراشدية في السابق، ند شما هي منطقة نامية وسكنية إلى حد كبير. يضم العديد من الفلل والمنازل المستقلة، وتقع بالقرب منها كل من خور دبي ومحمية رأس الخور للحياة الفطرية، وتعتبر محطة مترو سنتربوينت (الراشدية سابقاً) أقرب محطة مترو إلى المنطقة 

## ما يميز منطقة ند شما
- تتضمن وحدات تاون هاوس وفلل واسعة
- تعد منطقة مثالية للأشخاص الذين يعتمدون على وسائل المواصلات العامة
- يسهل الوصول منها إلى شارع المطار وشارع الخيل
- منطقة سكنية تقع في الجهة الجنوبية من مطار دبي الدولي
- كانت جزءاً من الراشدية في السابق